# Bowland Forest High
Bowland Forest High – civil parish w Anglii, w Lancashire, w dystrykcie Ribble Valley. W 2011 civil parish liczyła 144 mieszkańców.